# 保和乡 (舞阳县)
保和乡，是中华人民共和国河南省漯河市舞阳县下辖的一个乡镇级行政单位。

## 行政区划
保和乡下辖以下地区：
保和村、何庄村、十里村、棉李村、钟庄村、郭庄村、坡宋村、孟庄村、洼徐村、段庄村、魏庄村、大张村、路林村、苗庄村、竹园李村、朱耀环村、高堂村、贾庄村、冯河村、卸西村、卸东村、赵寨村、张古洞村、大路李村、上澧村、沟李村、关庄村、乔庄村、二郎庙村、湾马村、岗张村、袁集村、楼宋村、宗堂村、沟陈村和华庄村。